# Heliconia stilesii
Heliconia stilesii är en enhjärtbladig växtart som beskrevs av Walter John Emil Kress. Heliconia stilesii ingår i släktet Heliconia och familjen Heliconiaceae. Inga underarter finns listade.

## Bildgalleri

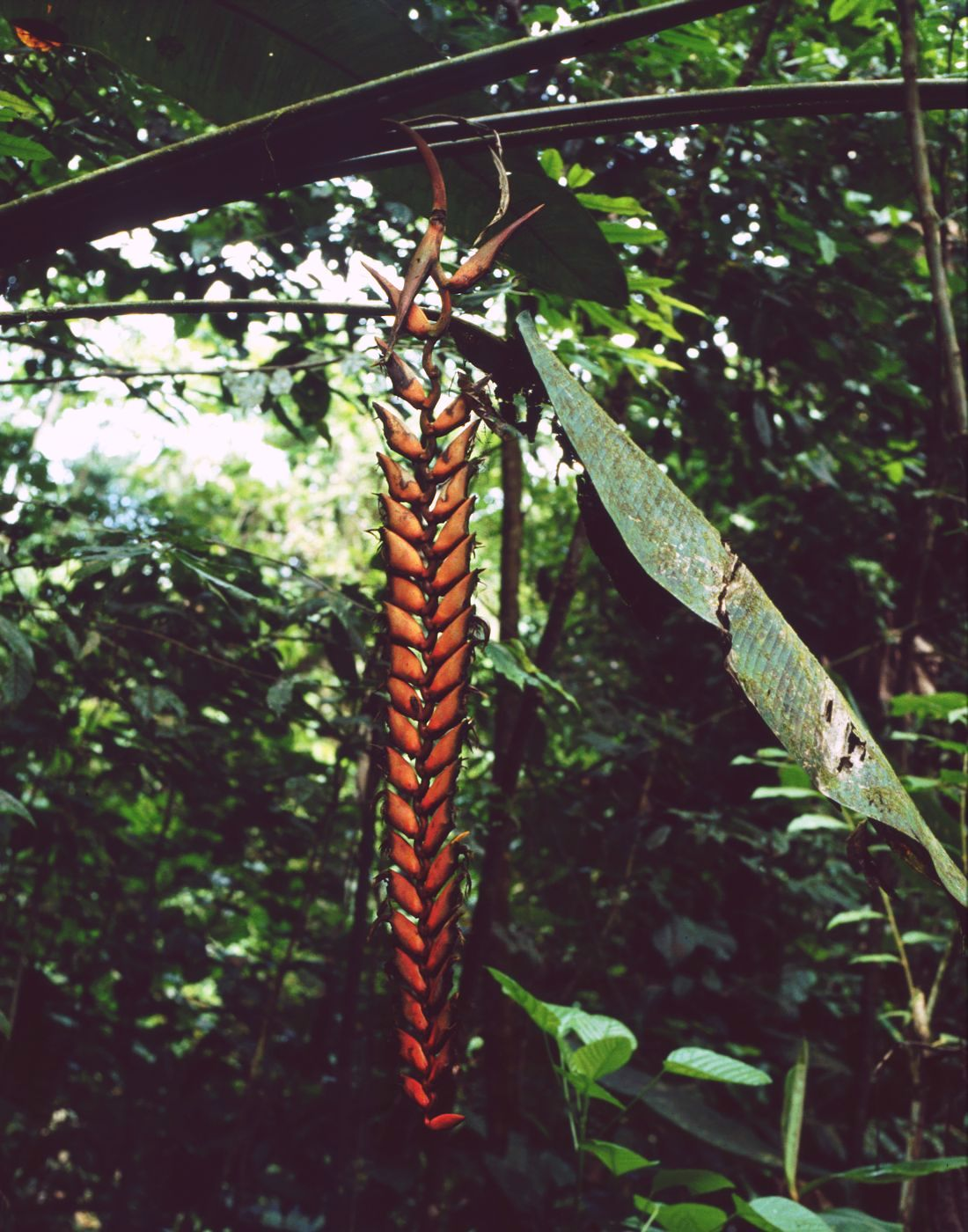